# Villiaumiet

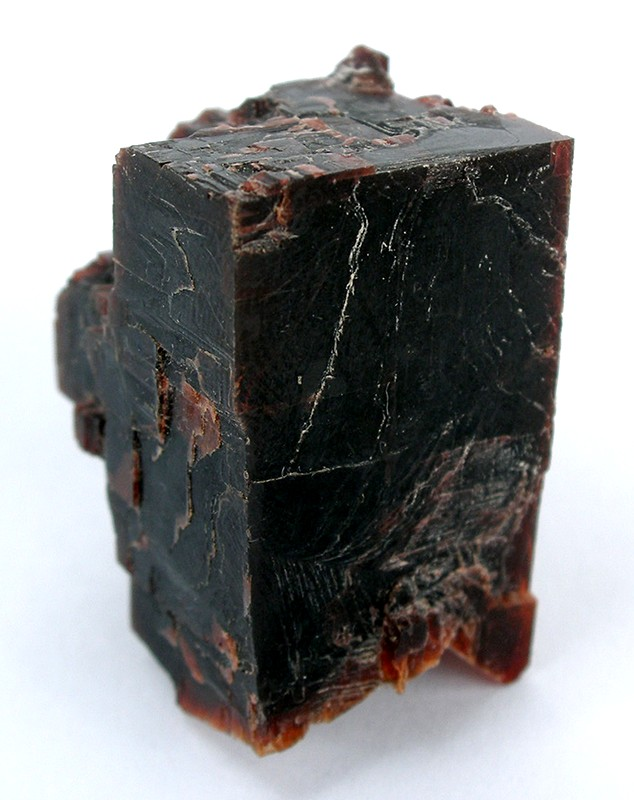
Villiaumiet uit Mont-Saint-Hiliare, Quebec, Canada

Villiaumiet is een mineraal uit de groep van de halogeniden. Het behoort bij de ondergroep eenvoudige anhydride halogeniden. Het is de minerale vorm van natriumfluoride en heeft molecuulformule NaF. Het heeft een kubisch kristalstelsel. Het werd voor het eerst in 1908 door Alfred Lacroix beschreven en het is naar Charles Maxime de Villiaume genoemd, een Franse ontdekkingsreiziger. De eerste stukjes villiaumiet die zijn bestudeerd kwamen van hem. Die kwamen van een van de eilanden in de Atlantische Oceaan net buiten Conakry, van het voormalige Frans-Guinee, nu Guinee.